# Édouard Louis Trouessart
Pour les articles homonymes, voir Trouessart.
Édouard Louis Trouessart est un zoologiste français né le 25 août 1842 à Angers et mort le 30 juin 1927 à Paris.

## Biographie
Édouard Louis Trouessart est le fils de Joseph Trouëssart, normalien, professeur de physique de l'université de Poitiers, chevalier de la Légion d'honneur, et de Marie Cécile Leclerc. Il fait des études à Angers et à Poitiers avant d’entrer à l’école de médecine militaire de Strasbourg. À la suite de graves problèmes de santé, il doit abandonner ses études.
Il est, en 1864, préparateur de physique à la faculté de Poitiers et se consacre dès lors à l’histoire naturelle. Il reprend ses études de médecine et obtient son doctorat en 1870. Il s’engage dans l'Armée française durant la guerre franco-prussienne de 1870.
Après avoir servi à l’hôpital de Villevêque, il dirige, de 1882 à 1884, le muséum d’Angers et enseigne l’histoire naturelle dans le lycée de la ville. Il s’installe à Paris en 1885 où il exerce la médecine jusqu'en 1904. Il fréquente Alphonse Milne-Edwards (1835-1900) et l’assiste bénévolement.
La mort d'Émile Oustalet (1844-1905) lui permet d’obtenir la chaire de zoologie, mammifères et oiseaux, fonction qu’il conserve jusqu’en 1926.
Il se consacre principalement aux mammifères et aux acariens ainsi qu’aux oiseaux en 1901.

## Œuvre
- Les microbes, les ferments et les moisissures, Paris, Félix Alcan, coll. «Bibliothèque scientifique internationale», 1885.
- Catalogus mammalium tam viventium quam fossilium, 1899.
- Faune des mammifères d’Europe, 1910.